# Troglothele coeca
Genre
Espèce
Troglothele coeca, unique représentant du genre Troglothele, est une espèce d'araignées mygalomorphes de la famille des Barychelidae.

## Distribution
Cette espèce est endémique de la province de Matanzas à Cuba. Elle se rencontre dans les grottes de Bellamar.

## Publication originale
- Fage, 1929 : Sur quelques Araignées des grottes de l'Amérique du Nord et de Cuba. Bollettino del Laboratorio di Zoologia in Portici, vol. 22, p. 181-187.